# NGC 6470
NGC 6470 este o galaxie situată în constelația Dragonul. A fost descoperită în 9 iunie 1886 de către Lewis A. Swift.